# Sudisłowo
Sudisłowo (ros. Судислово) – wieś (dieriewnia) w Rosji, w obwodzie moskiewskim, w okręgu miejskim Szachowskiej. W 2010 liczyła 550 mieszkańców.